# فرایندهای رودخانه‌ای

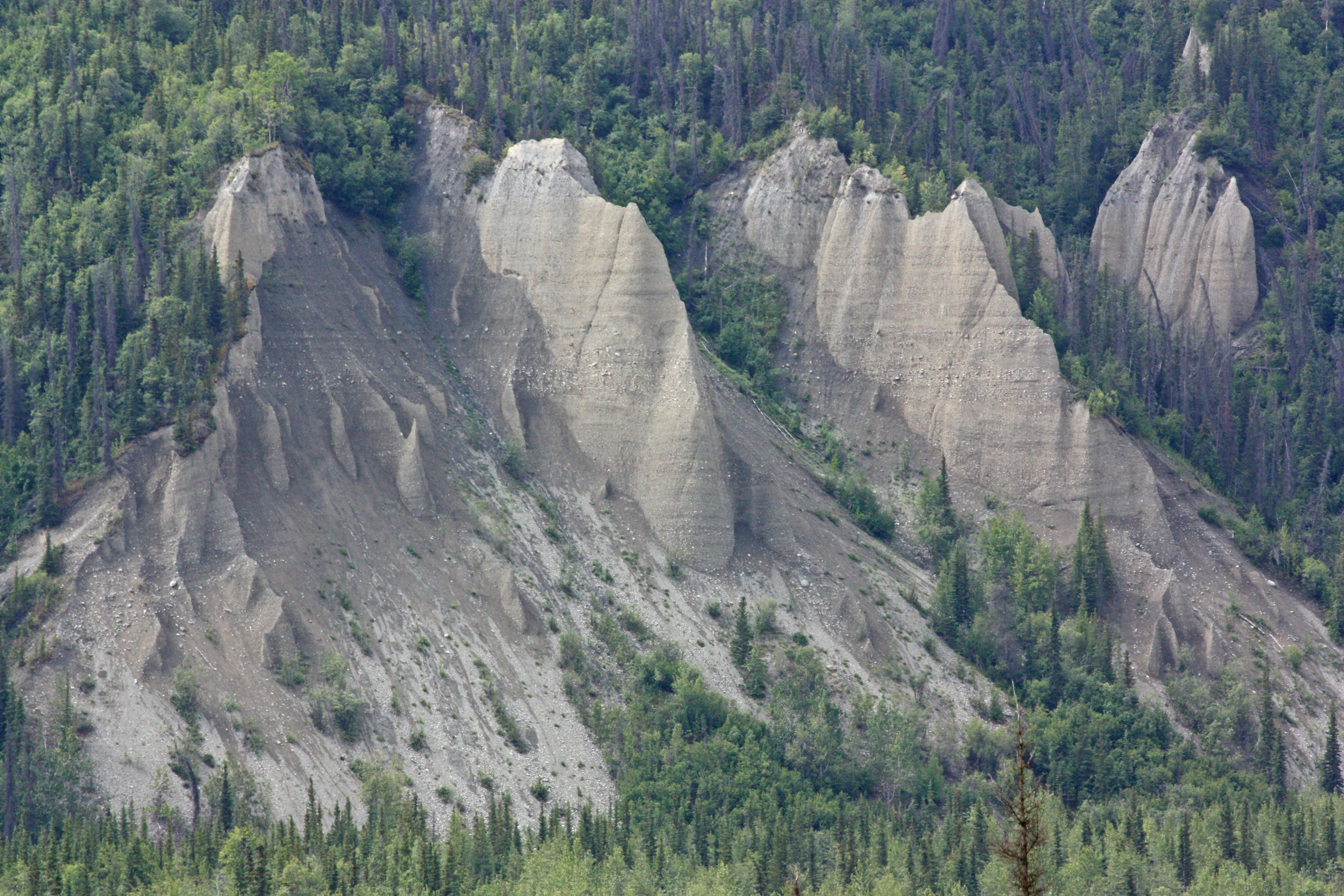
فرسایش عمیق نهشته‌های یخچالی-رودخانه‌ای در امتداد رود ماتانوسکا، آلاسکا

فرایندهای رودخانه‌ای یک اصطلاح مورد استفاده در جغرافیا و علوم زمین برای اشاره به فرایندهای مرتبط با رودها، رودهای فصلی و زمین‌چهره‌هاست. هنگامی که رودها با یخچال‌های طبیعی و یخسارها در ارتباط هستند، اصطلاح رسوب رودخانه‌ای یخچالی مورد استفاده قرار می‌گیرد.